# Gonzalo Castro Irizábal
Gonzalo Castro Irizábal, mais conhecido como Chory Castro ou simplesmente Chory (Trinidad, 14 de setembro de 1984) é um futebolista uruguaio que atua como meia. Atualmente, joga pelo Porongos, do Uruguai.

## Títulos
Nacional-URU
- Campeonato Uruguaio: 2002, 2005 e 2005–06